# 2021年の台湾
2021年の台湾（2021ねんのたいわん）では、2021年（民国110年）の台湾（中華民国）に関する出来事について記述する。

## 国家元首等
- 総統
  - 第14代: 蔡英文 （2016年5月20日 - ）
- 副総統
  - 第15代: 頼清徳 （2020年5月20日 - ）
- 行政院長
  - 第30代: 蘇貞昌 （2019年1月11日 - 2023年1月31日）
- 行政院副院長
  - 第43代: 沈栄津 （2020年6月19日 - 2023年1月30日）
- 立法院長
  - 第12代: 游錫堃 （2020年2月1日 - 2024年1月31日）
- 司法院長
  - 第11代: 許宗力（英語版、中国語版） （2016年11月1日 - ）

## できごと

### 2月
- 2月6日 - 韓国瑜（前高雄市長）リコールに反発した支持者により行われた女性高雄市議黄捷（中国語版）に対するリコール投票は賛成票が有権者数の4分の1に及ばず不成立となった[1]。
- 2月23日 - 蔡英文政権で複数の閣僚人事交代が行われた。国防部部長の厳徳発（中国語版）が国家安全会議諮詢委員に、後任は国家安全局局長の邱国正（中国語版）、邱の後任には大陸委員会主任委員の陳明通（中国語版）、陳の後任には元法務部長の邱太三（中国語版）が就任[2][3]。

### 3月
- 3月1日 - 中華人民共和国政府の検疫政策により台湾産パイナップルが3月より禁輸となったが日米欧各国が購買支援を行った結果、その運動は『フリーダム・パイナップル』と称されるようになった[4]。
- 3月17日 - 台湾で20店舗を展開する日本の回転寿司チェーンあきんどスシローがこの日より2日間限定で行った集客プロモーション目当てに本名を「鮭魚」に改名する事例が続出した[5]。

### 4月
- 4月2日 - 台湾鉄路管理局の特急列車「太魯閣号」が樹林駅から台東駅に向かう最中、和仁駅と崇徳駅間の清水トンネル（中国語版）付近で脱線事故が発生し、54人死亡、146人重軽傷で病院に搬送される。現地メディアは「過去50年で最悪の事故」とした[6]。
- 4月20日 - 太魯閣号の事故を受けて交通部部長の林佳龍が引責辞任。後任は同部政務次長だった王国材（中国語版）が昇格[7]。
- 4月25日 - 台中捷運・緑線が正式開業[8]。

### 10月
- 10月14日 - 高雄ビル火災。
- 10月15日 - 中華人民共和国を揶揄した楽曲『玻璃心（中国語版）』公開[9][10]。